# Степанівка Перша
Степа́нівка Пе́рша — село в Україні, у Олександрівській сільській громаді Мелітопольського району Запорізької області. Населення становить 1227 осіб. До 2020 року орган місцевого самоврядування — Степанівська Перша сільська рада.

## Географія
Село Степанівка Перша розташоване за 177 км від обласного центру та за 54 км від районного центру, на березі Азовського моря. Адміністративний центр сільської громади — село Олександрівка (за 6 км), за 38 км від колишнього районного центру селища Приазовське. Найближча залізнична станція — Мелітополь (54 км).

## Історія
Село Степанівка Перша заснована у  1862 році на місці колишнього татарського поселення Сарлар селянами з Київської, Полтавської, Харківської та Чернігівської губерній.
7 (20) листопада 1917 року, відповідно до Третього Універсалу Української Центральної Ради, увійшло до складу Української Народної Республіки.
Під час організованого радянською владою Голодомору 1932—1933 років померло щонайменше 351 мешканців села.
12 червня 2020 року, відповідно до розпорядження Кабінету Міністрів України № 713-р «Про визначення адміністративних центрів та затвердження територій територіальних громад Запорізької області», село увійшло в Олександрівську сільську громаду.
19 липня 2020 року, в результаті адміністративно-територіальної реформи та ліквідації Приазовського району, село увійшло до складу Мелітопольського району.
З 26 лютого 2022 року, внаслідок російського вторгнення в Україну, село перебуває під тимчасовою окупацією.

## Герб і прапор
Щит скошений обабіч. На першій золотій частині — червоне сонце, на другій і третій — на зеленому фоні золоті колоски в стовпі. На третій синій частині — срібна риба. Щит обрамований декоративним картушем й увінчаний золотою сільською короною.

## Економіка
- «Степанівка», агрофірма, ТОВ.
- ГО «Степанівська Перша громадська організація України»

## Об'єкти соціальної сфери
- Середня загальноосвітня школа.
- Дитячий дошкільний навчальний заклад.
- Будинок культури.
- Амбулаторія.

## Особистість
- Міщенко Дмитро Олексійович — український письменник, кандидат філологічних наук.